# Eucaudomyia
Eucaudomyia – wymarły rodzaj owadów z rzędu muchówek, jedyny z rodziny Eucaudomyiidae. Obejmuje tylko jeden znany gatunek: Eucaudomyia longicerci.
Rodzaj i gatunek typowy zostały opisane w 2016 roku przez Davida Grimaldiego. Opisu dokonano na podstawie inkluzji dwóch samic, pochodzących z wczesnego cenomanu w kredzie, znalezionych na terenie Mjanmy. Takson ten umieszczono w monotypowej rodzinie Eucaudomyiidae w obrębie muchówek krótkoczułkich, rezygnując z klasyfikacji do infrarzędu lub nadrodziny. Najbliższy wydaje się być do Archisargoidea jednak ma inaczej osadzone czułki i zbyt silnie zredukowane użyłkowanie by przyporządkować go do tej nadrodziny.
Muchówki te miały krótkie i bardzo szerokie ciało o długości od 5,33 do 5,51 mm oraz skrzydła długości od 2,38 do 2,9 mm. Głowa była prawie kulista, mała w stosunku do tułowia, o szczątkowym aparacie gębowym, dużych policzkach i bardzo wąskiej twarzy. Duże oczy złożone zajmowały ¾ przodu głowy, ale nie stykały się ze sobą. Dobrze rozwinięte przyoczka umieszczone były na trójkącie przyoczkowym. Czułki były krótkie, dwuczłonowe i osadzone frontalnie. Bardzo szeroki, 1,7 raza szerszy od głowy tułów cechowały: bark większych szczecinek, przedplecze w formie cienkiego kołnierza, nieco wypukły wierzch śródplecza, bardzo mała tarczka i silnie zredukowane fragmy. Użyłkowanie skrzydła odznaczało się: żyłką kostalną biegnącą przez połowę jego długości, nieco krótszą od niej i kompletną żyłką subkostalną, grubą żyłką radialną R1, prostym sektorem radialnym, szczątkową i nierozgałęzioną żyłką medialną, łukowatą i ku szczytowi zanikającą przednią żyłką kubitalną oraz równoległą do niej tylną żyłką kubitalną. Odnóża odznaczały się barakiem ostróg na goleniach i krótkimi stopami z pazurkami, przylgami i poduszeczkowatymi empodiami. Końcowa część odwłoka samicy wykształcona była w postaci długiego i smukłego, scyzorykowatego owiskaptu oraz długich, smukłych przysadek odwłokowych.